# Danh sách thành phố Litva
Ở Litva có 103 thành phố (trong tiếng Litva: số ít – miestas, số nhiều – miestai). Thuật ngữ thành phố được định nghĩa bởi Nghị viện Litva là một khu vực dân đông đúc với dân số hơn 3000 người trong đó có ít nhất 2/3 dân số làm việc trong lĩnh vực công nghiệp và dịch vụ. Các khu định cư có dân số ít hơn 3000 người nhưng trong lịch sử có tư cách thành phố thì vẫn được xem là thành phố. Các khu định cư nhỏ hơn được gọi là miestelis (số nhiều miesteliai) được dịch là thị xã. Thậm chí các khu định cư nhỏ hơn (làng) được gọi là kaimas (số nhiều kaimai). Thường thì tư cách chính thức không rõ do dân chúng vẫn gọi cả thị xã/thị trấn và làng là gyvenvietė (số nhiều gyvenvietės) trên thực tế nghĩa là khu định cư.
Theo thống kê năm 2001, có 66,7% dân số Litva sinh sống trong các thành phố và tỷ lệ này đang gia tăng.

## Danh sách

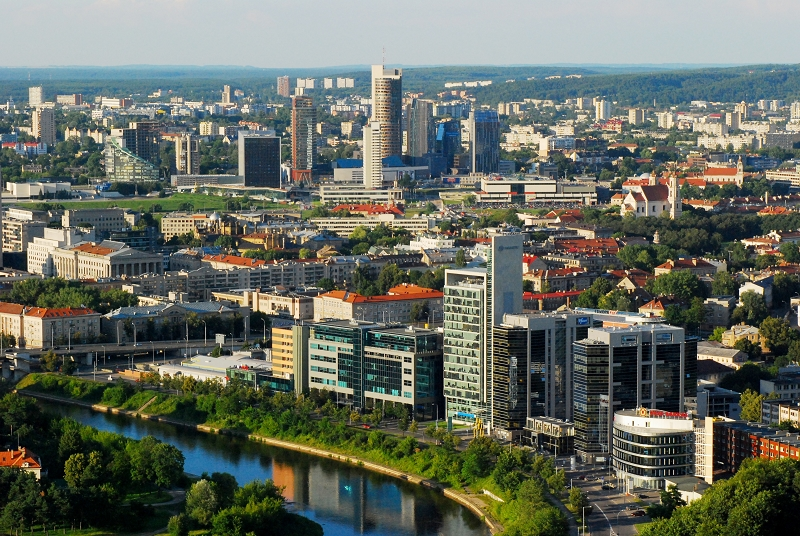
Vilnius, thủ đô Litva

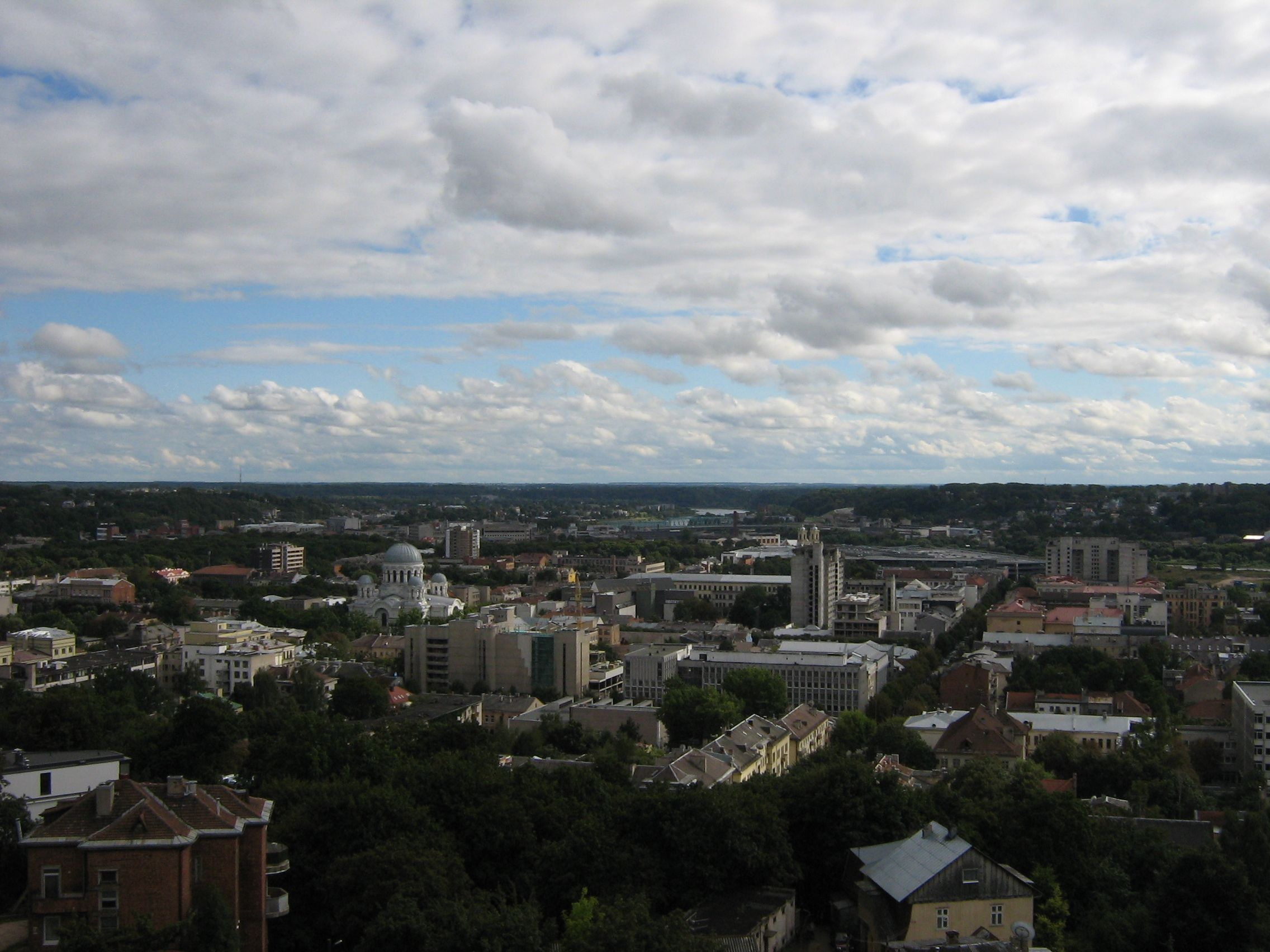
Kaunas

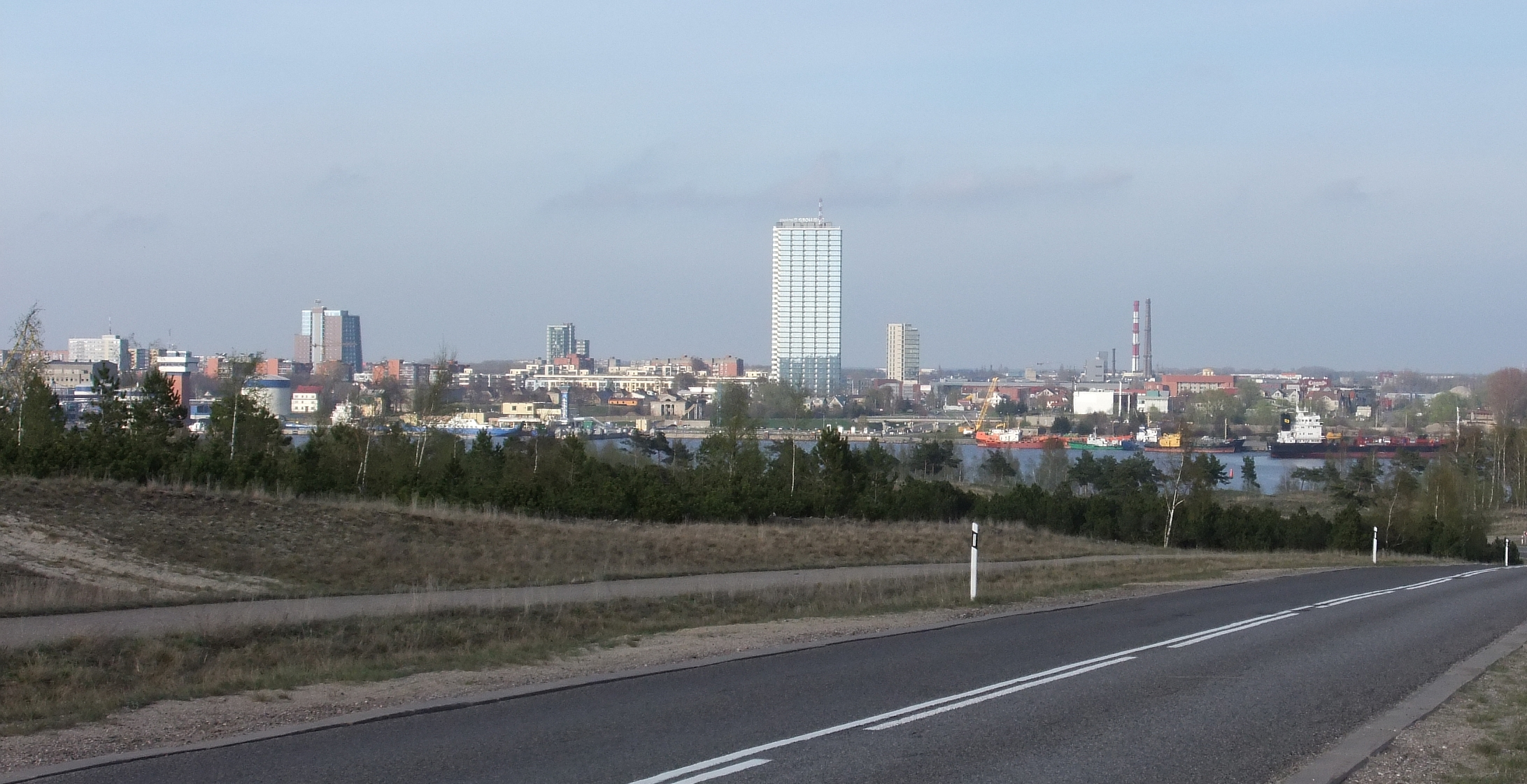
Klaipėda

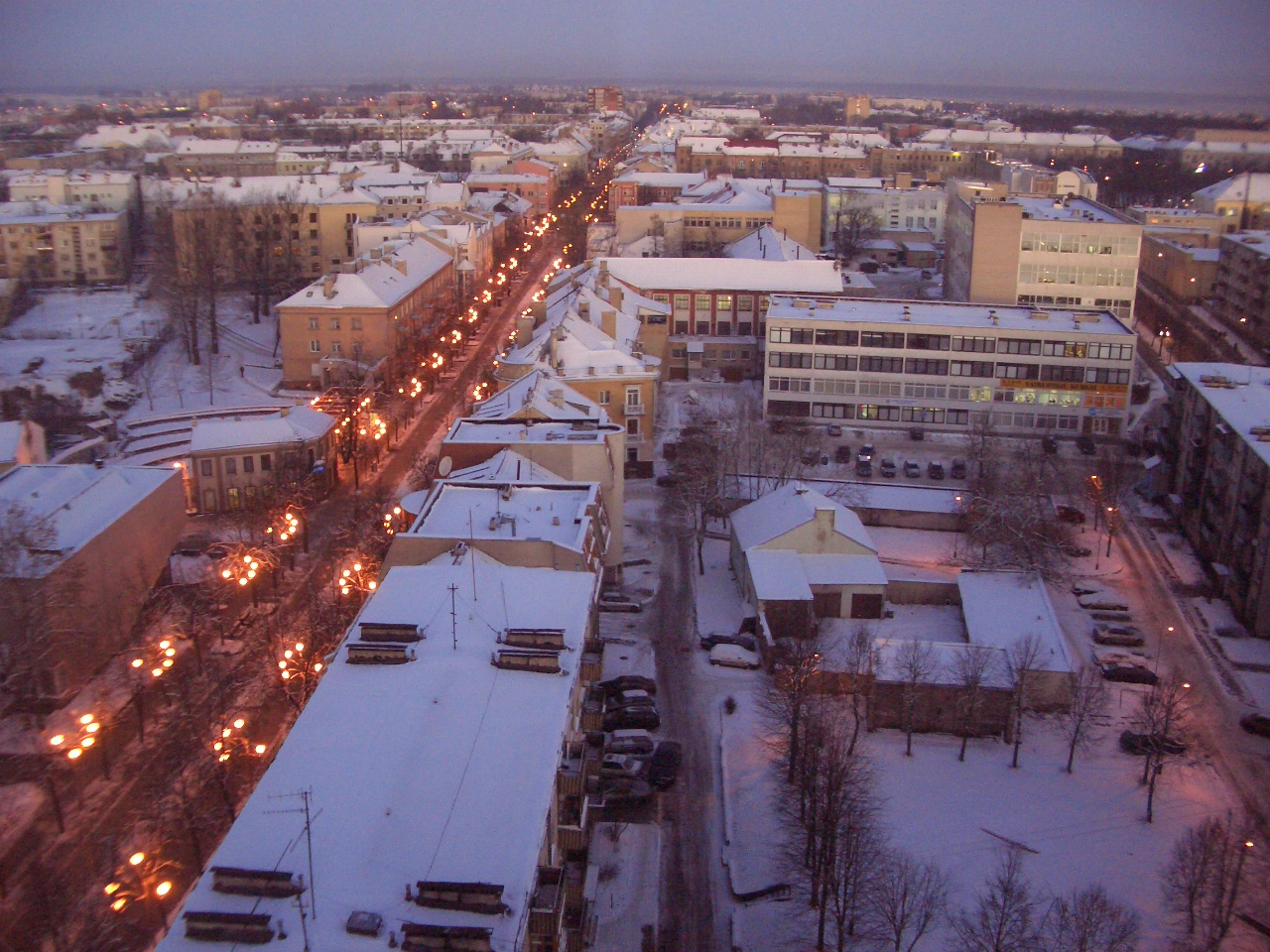
Šiauliai

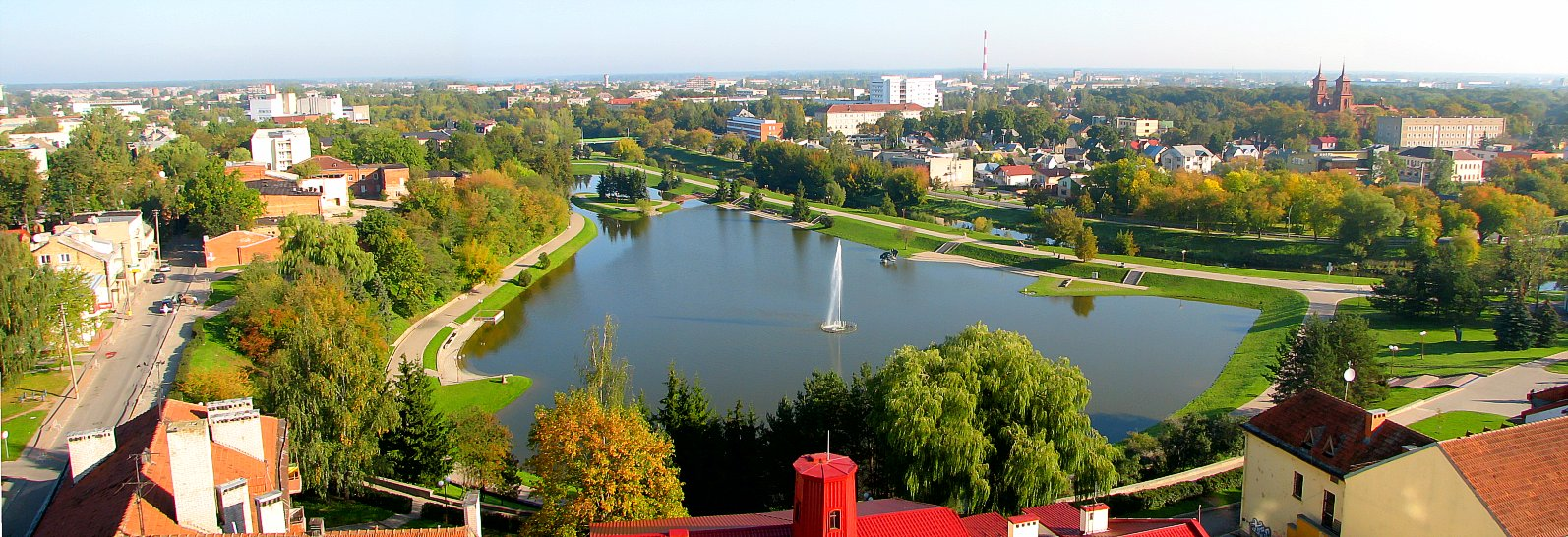
Panevėžys

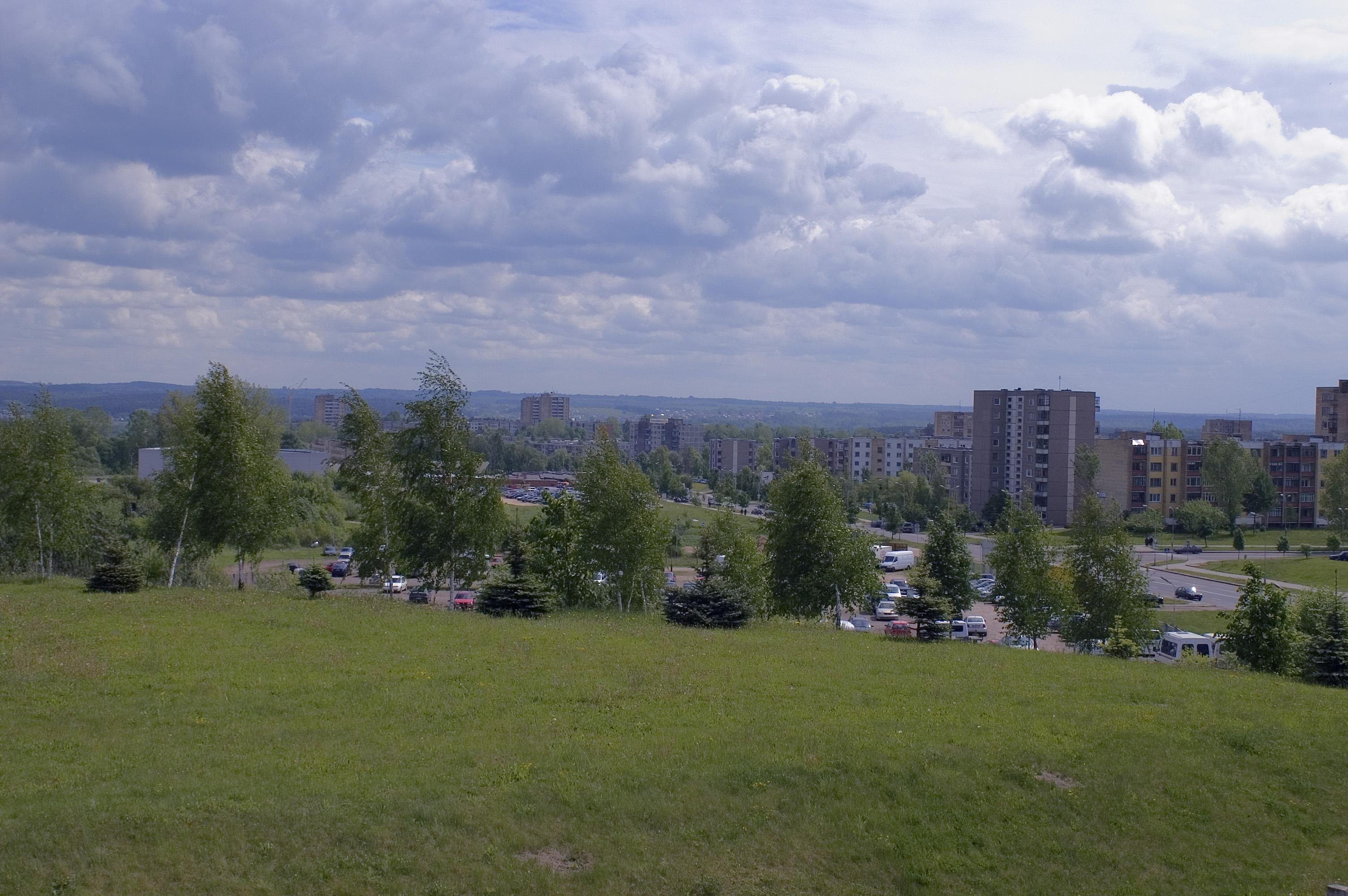
Alytus

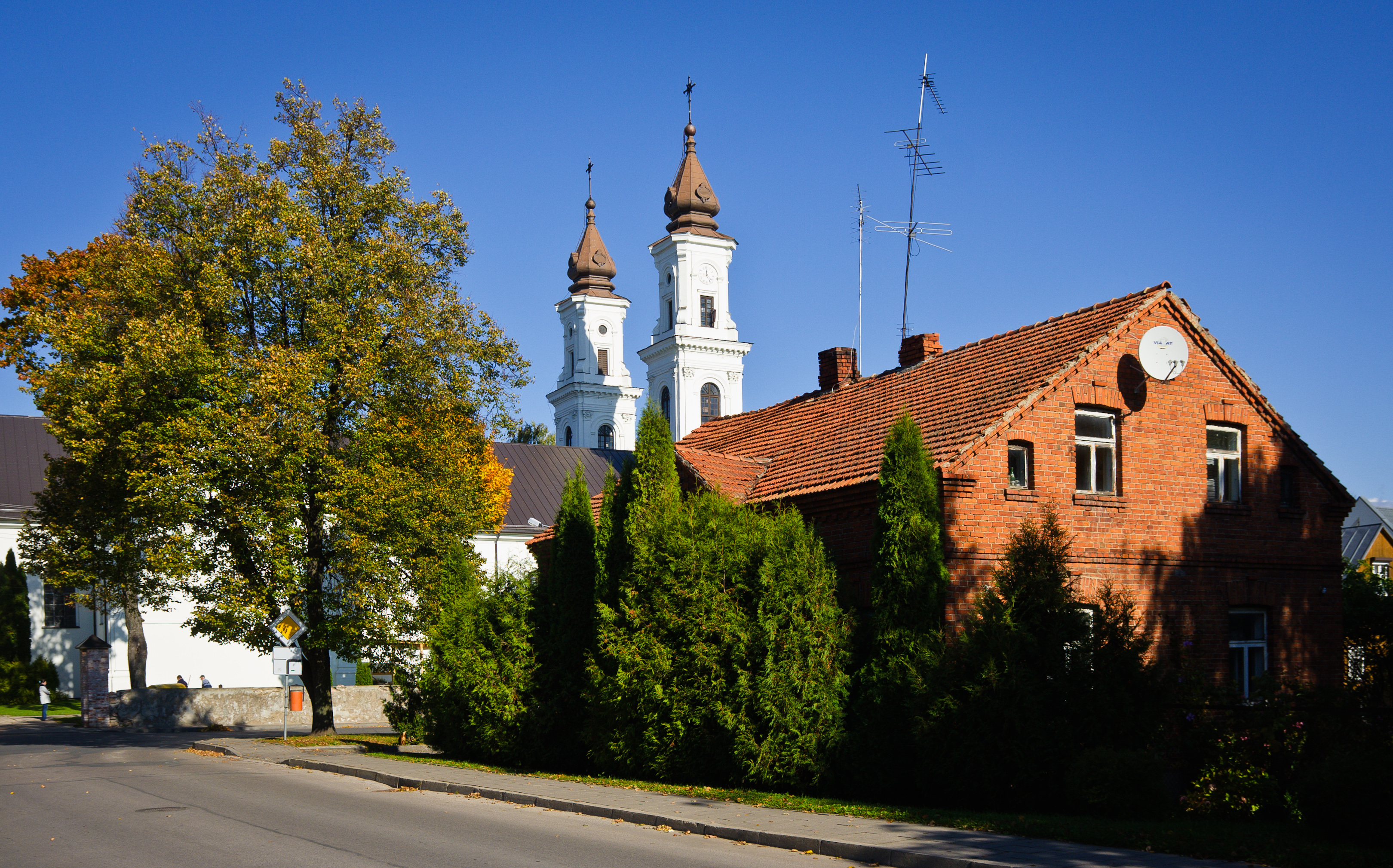
Marijampolė

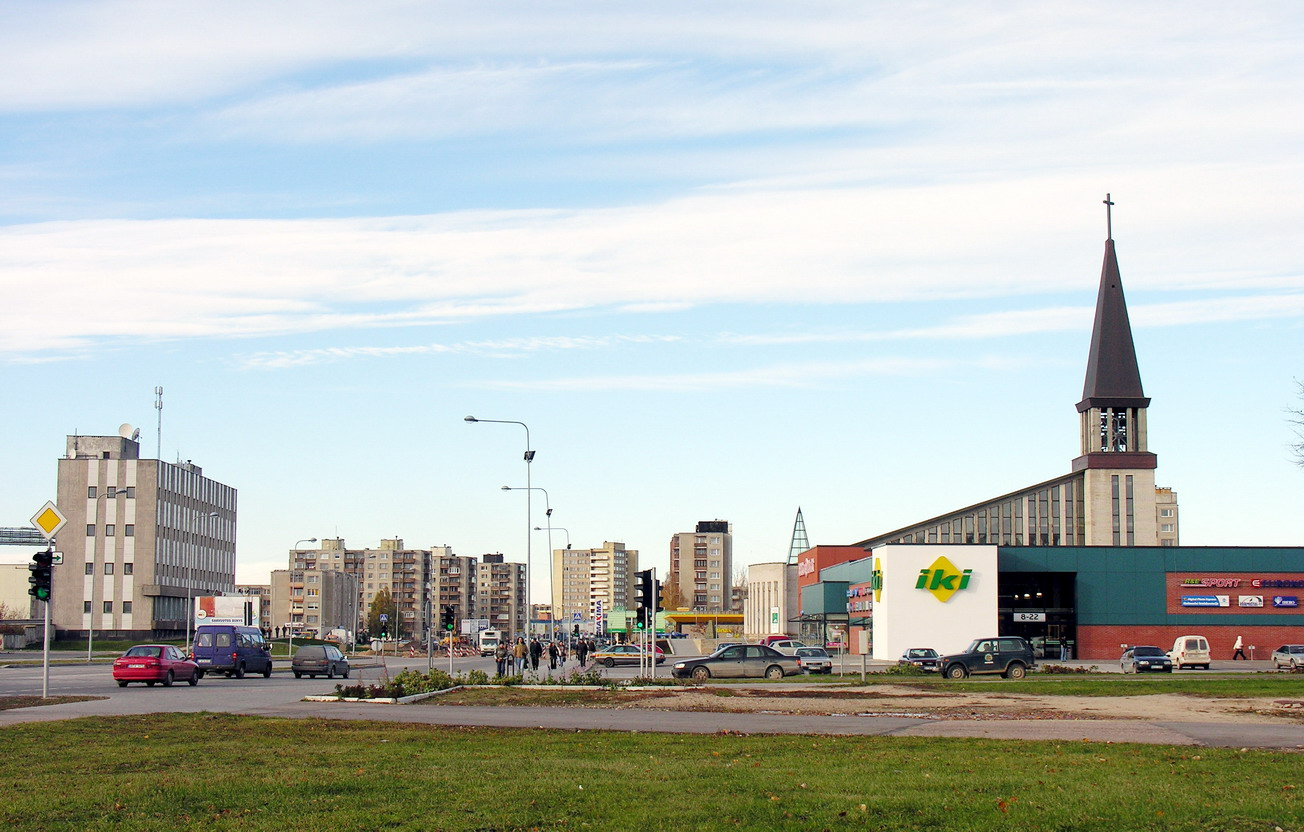
Mažeikiai

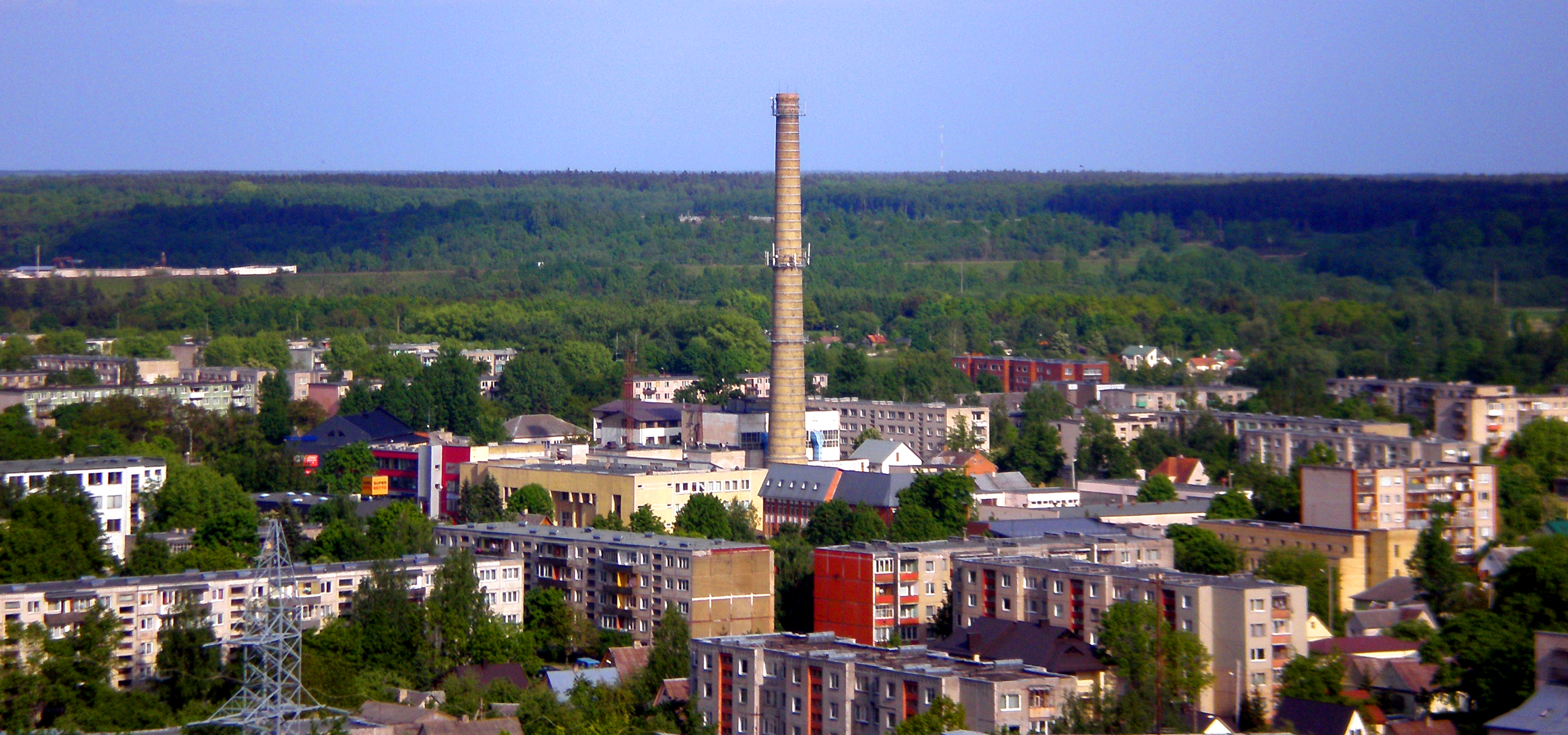
Jonava

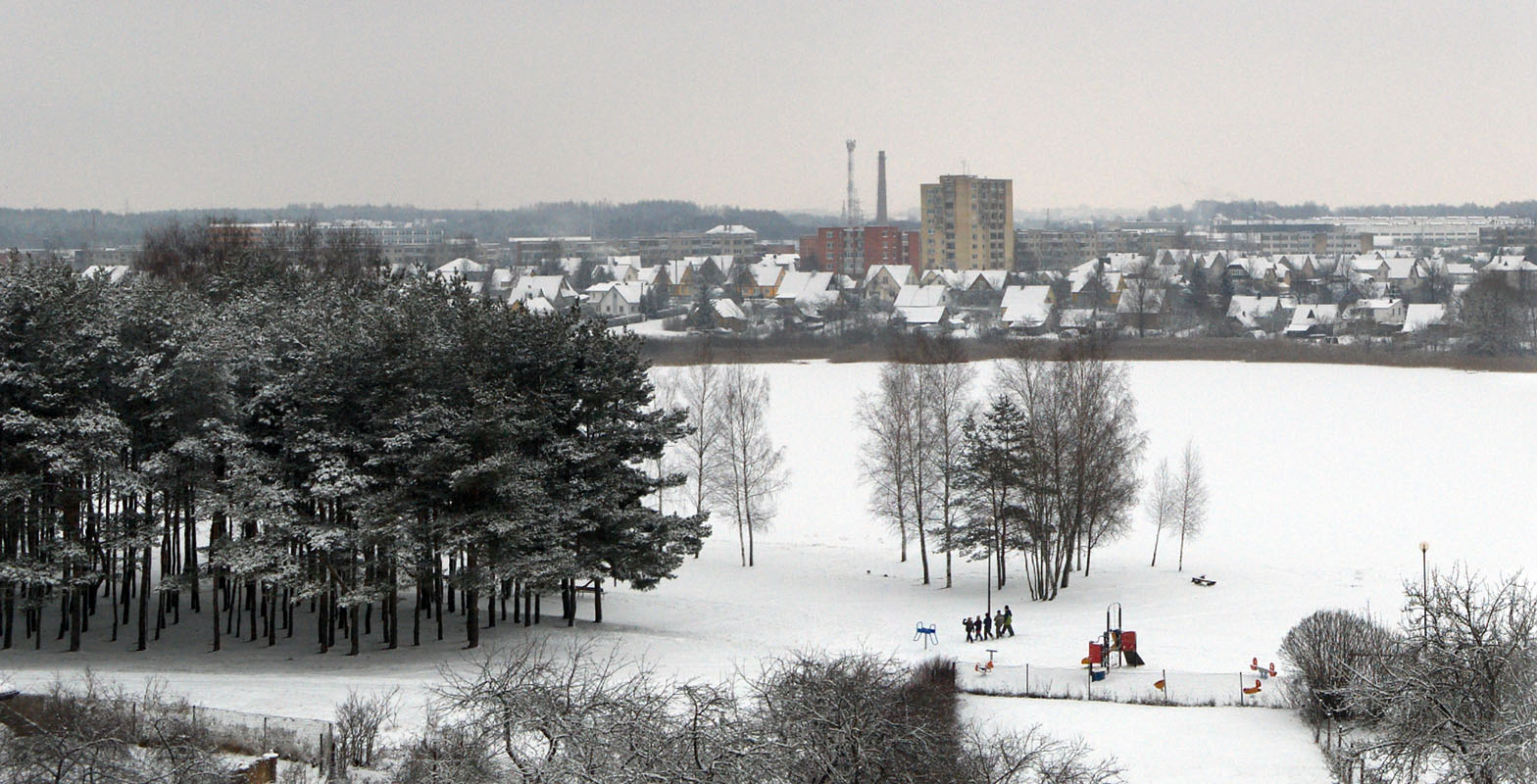
Utena

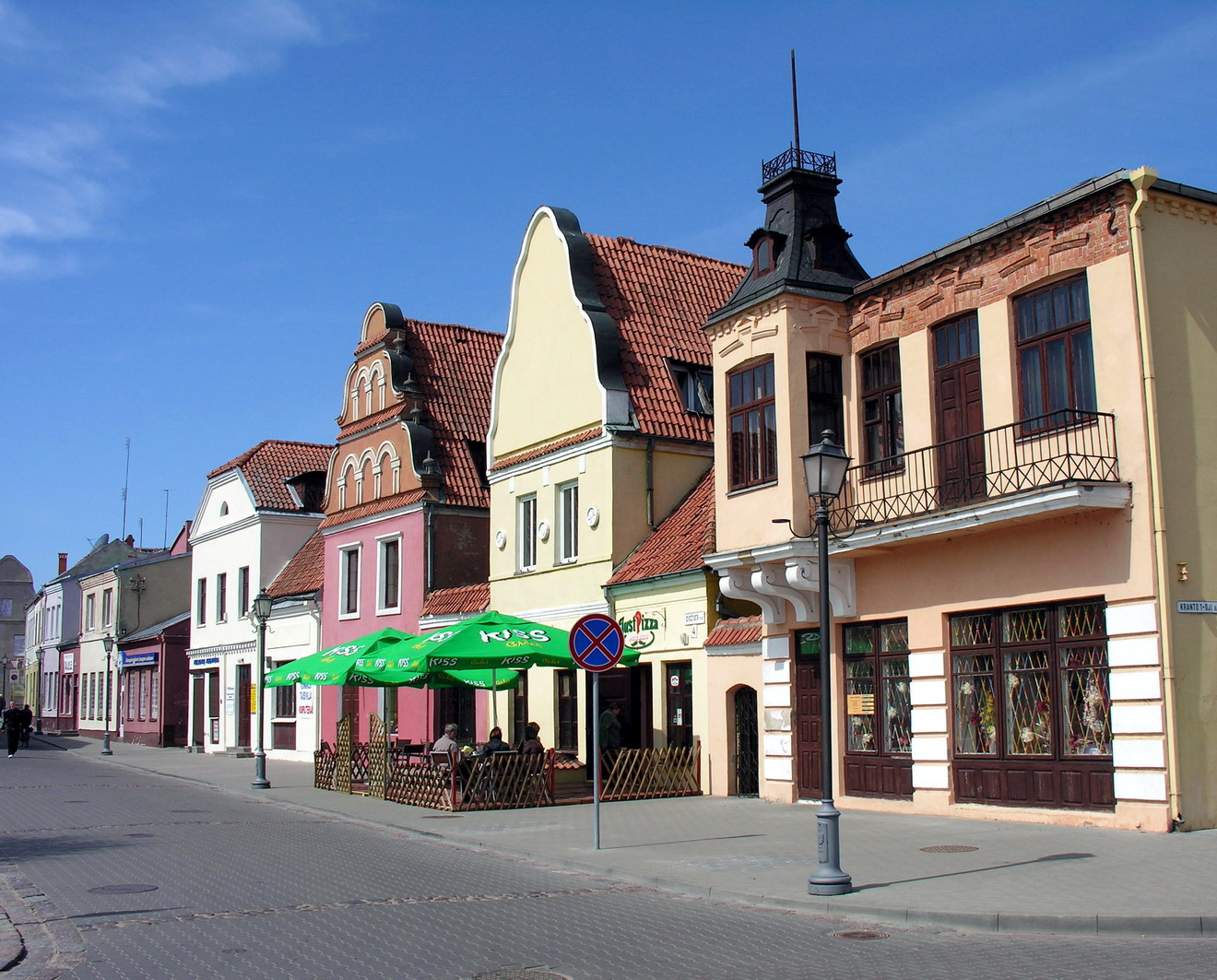
Kėdainiai

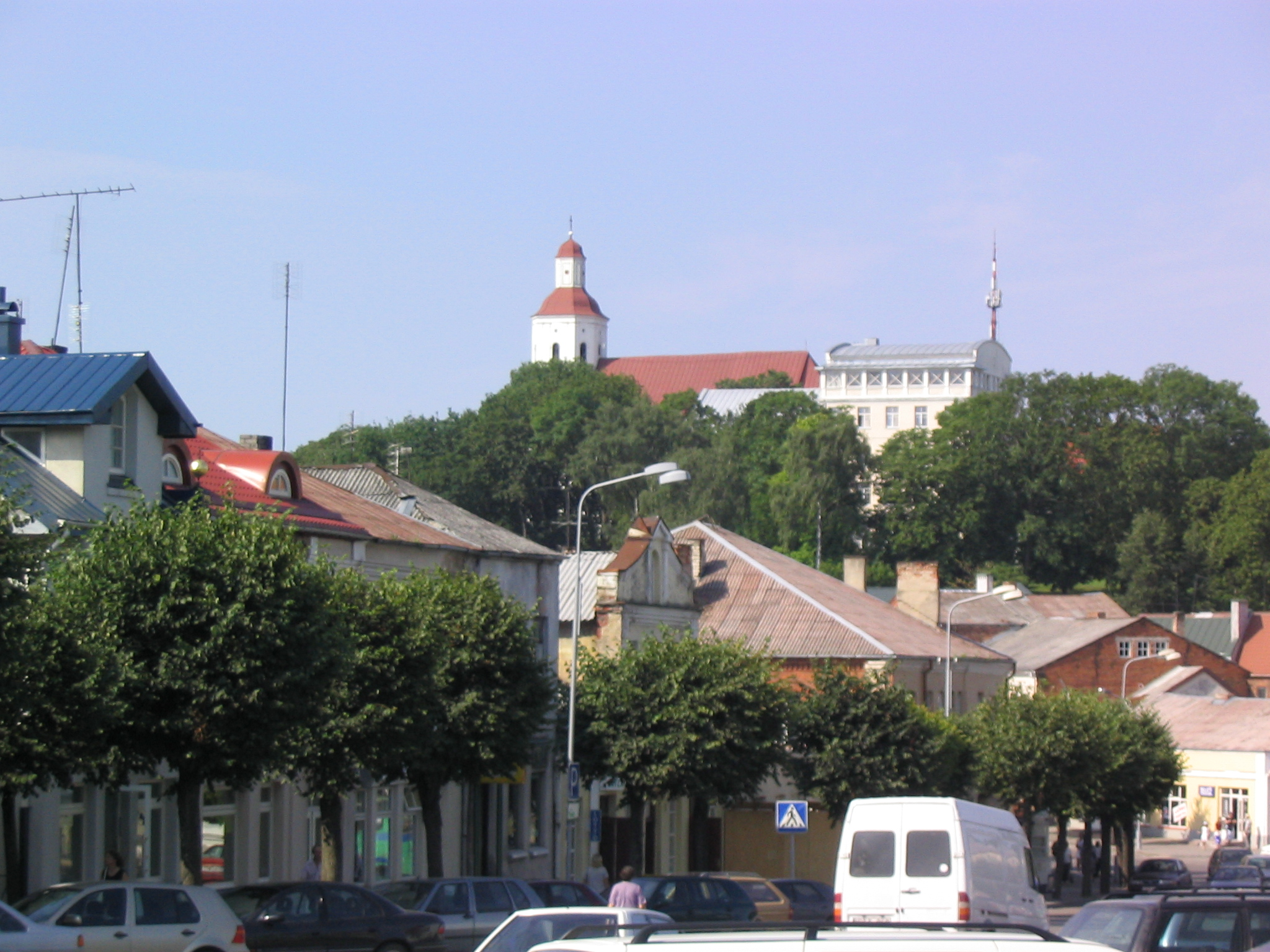
Telšiai

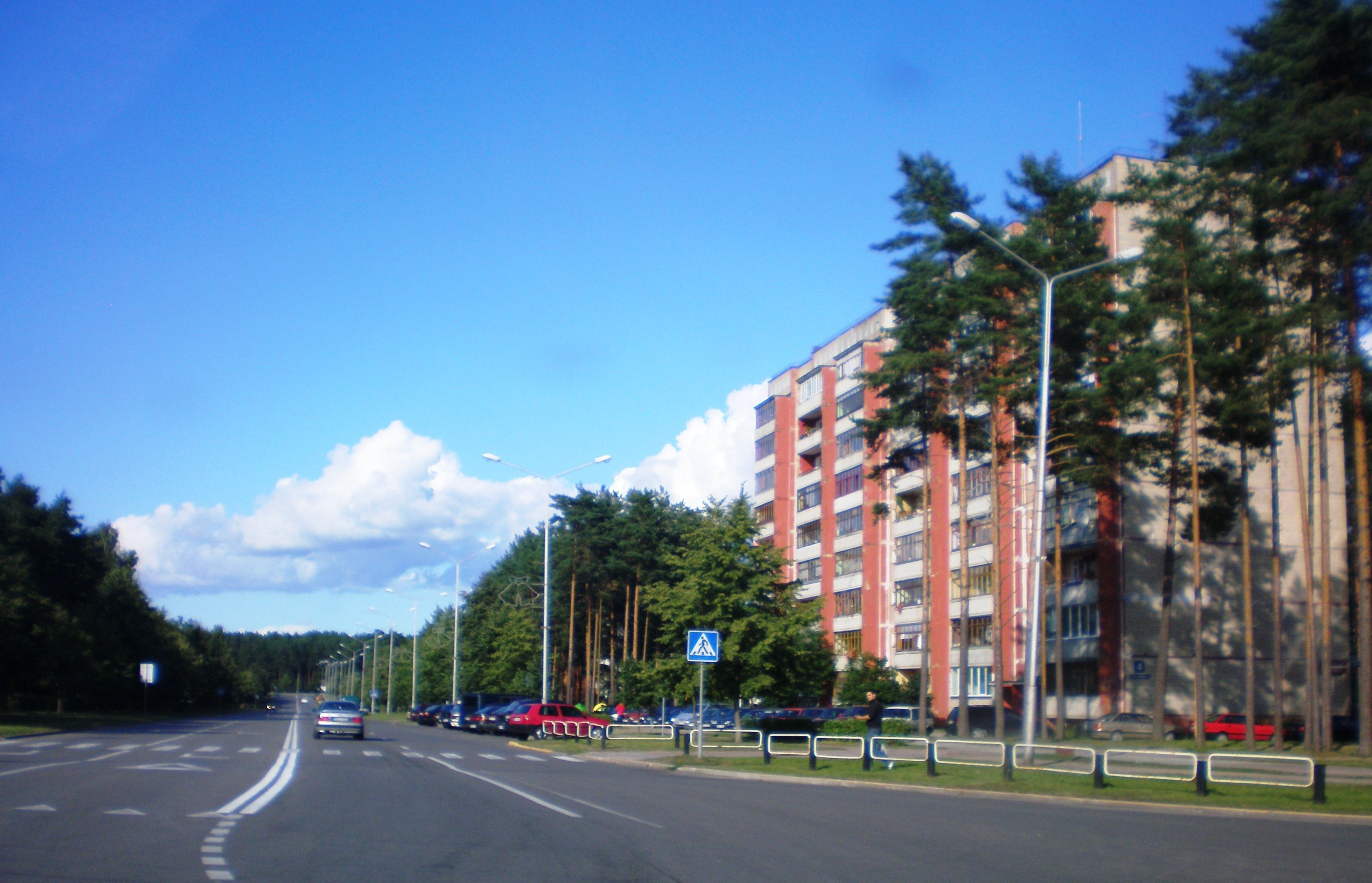
Visaginas

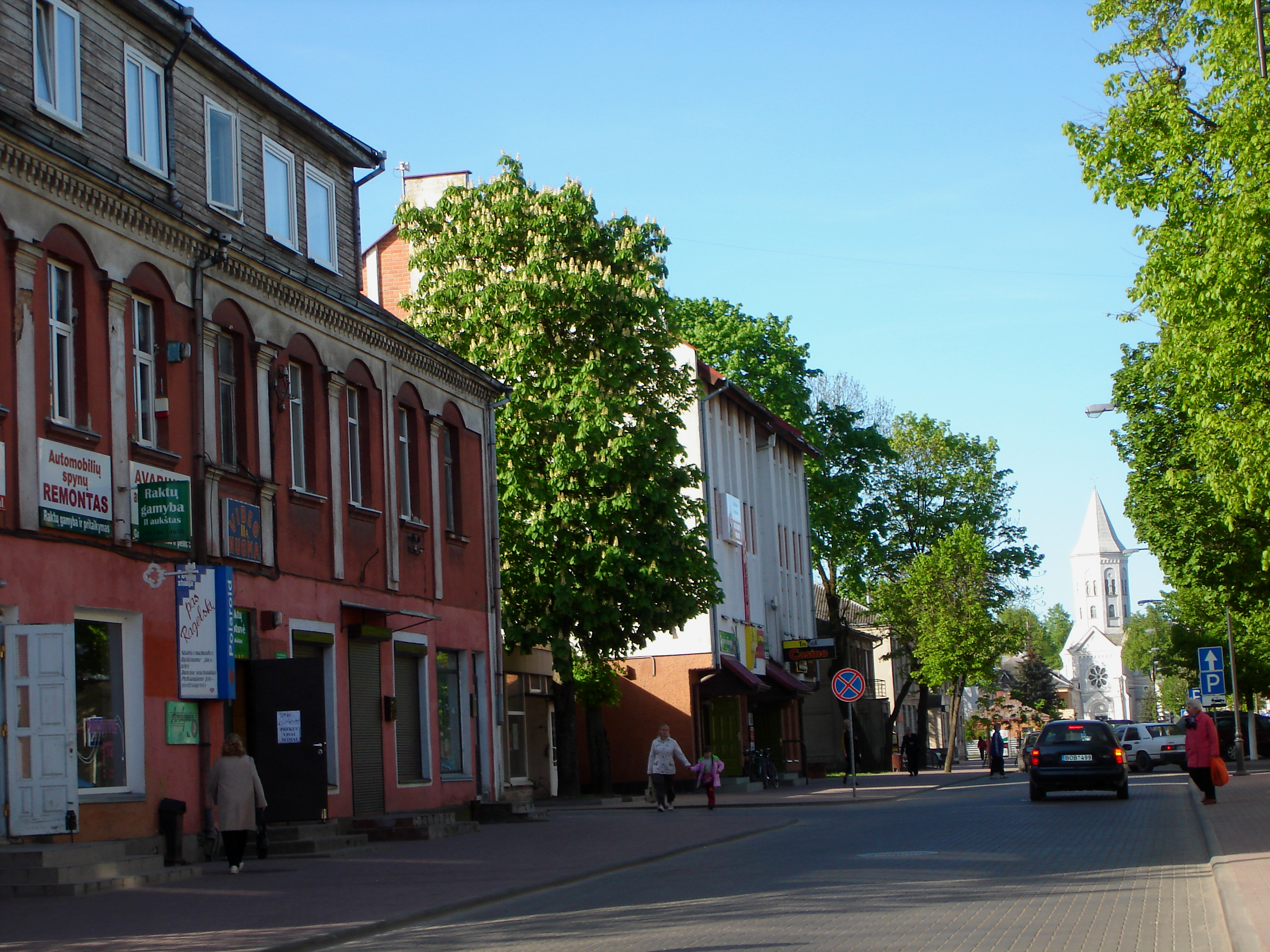
Tauragė

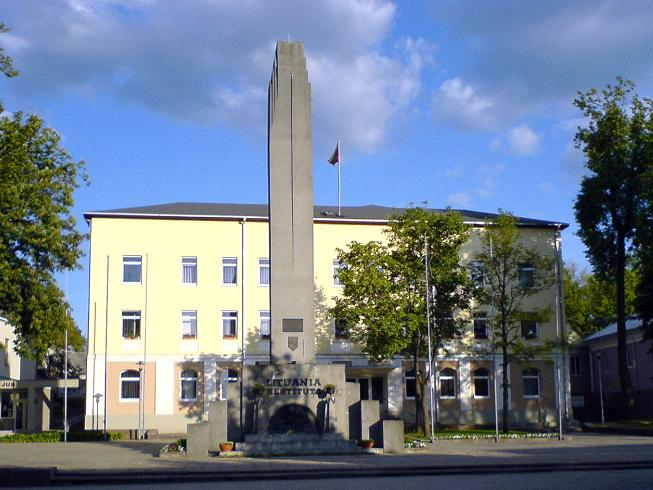
Ukmergė

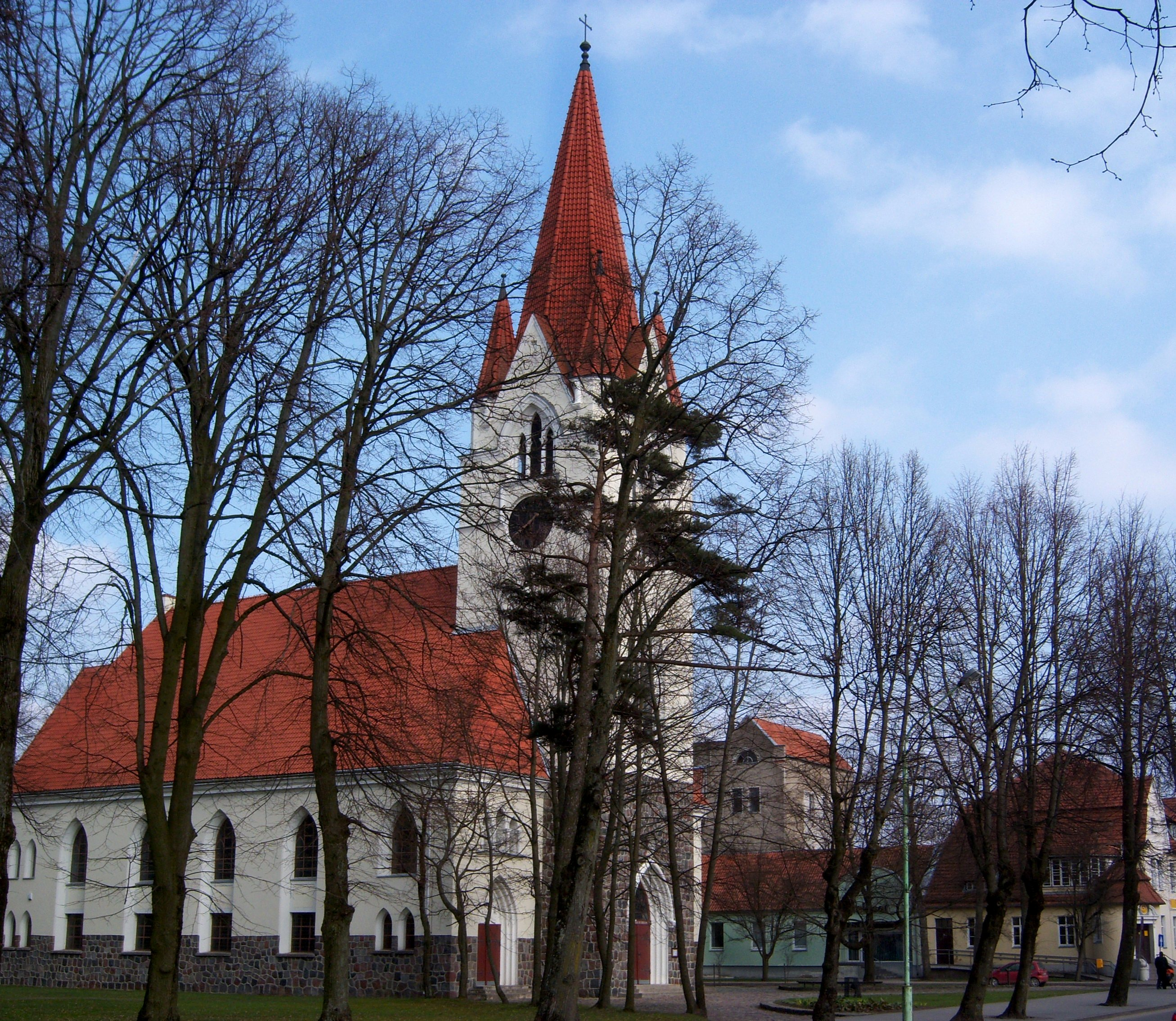
Šilutė

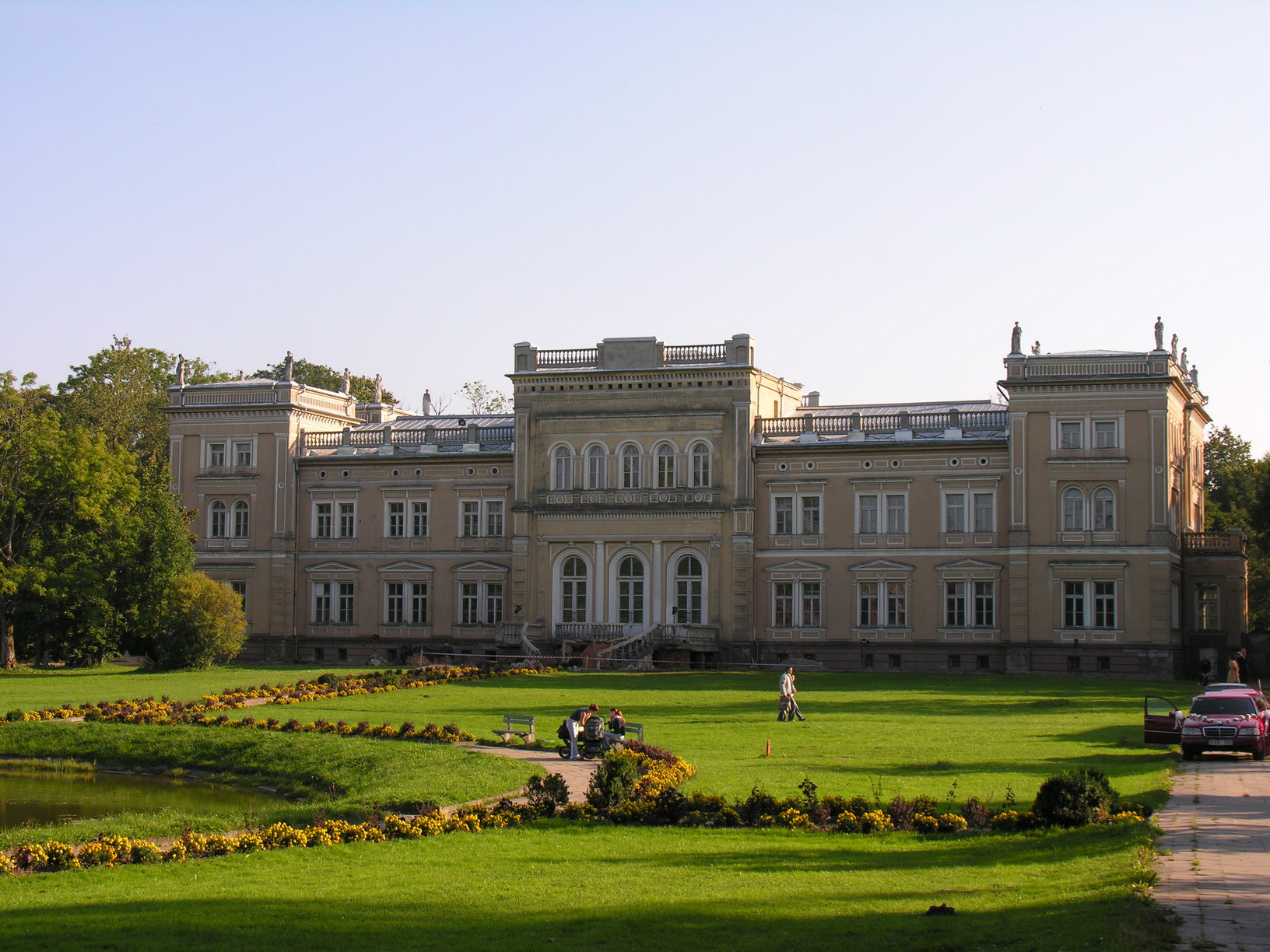
Plungė

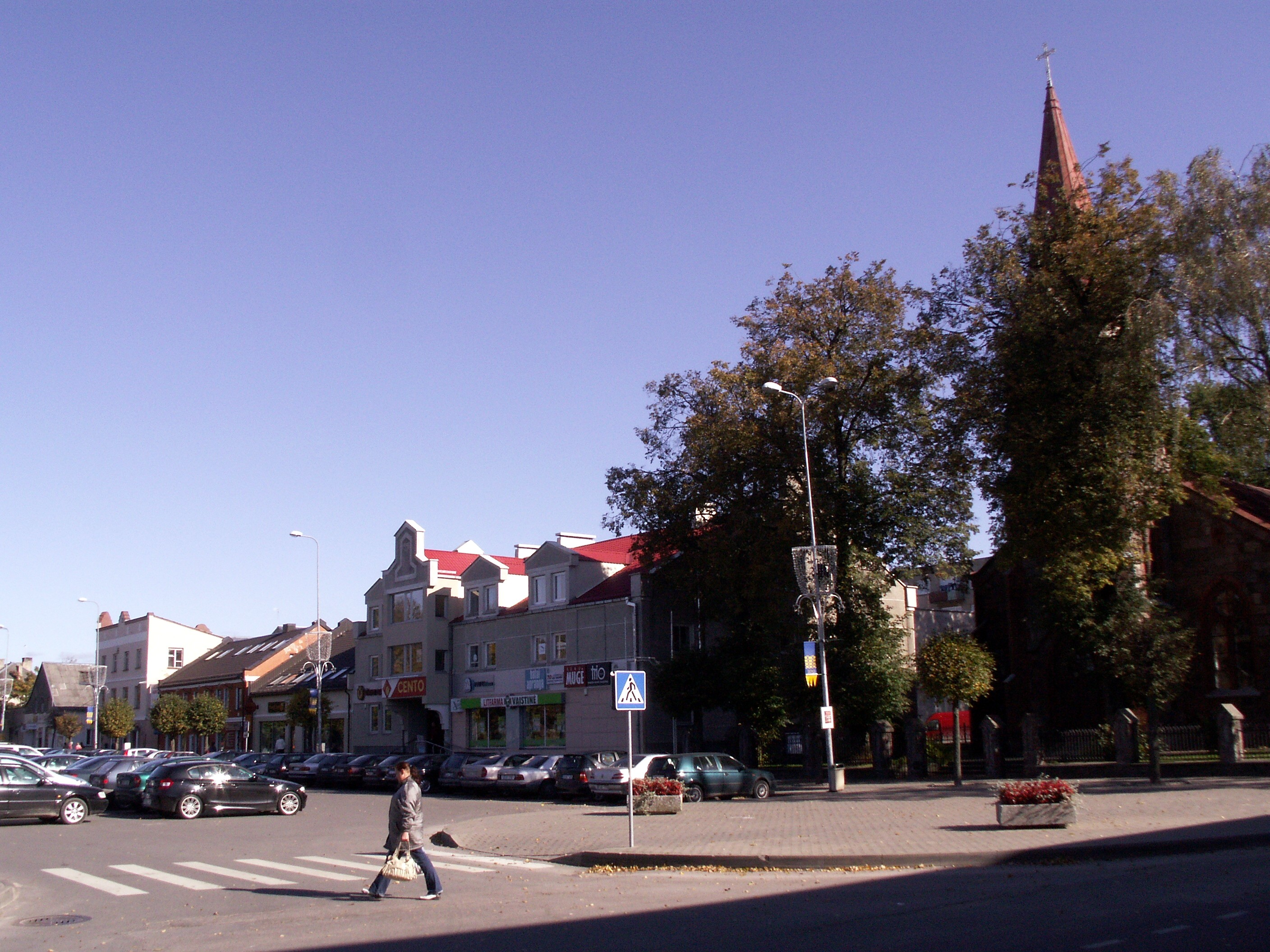
Kretinga

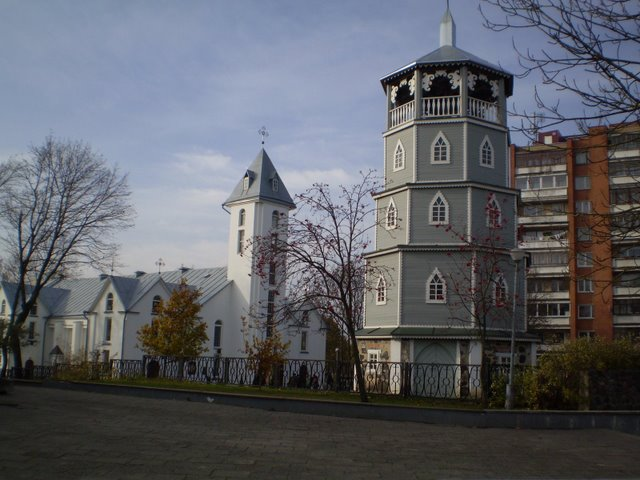
Radviliškis

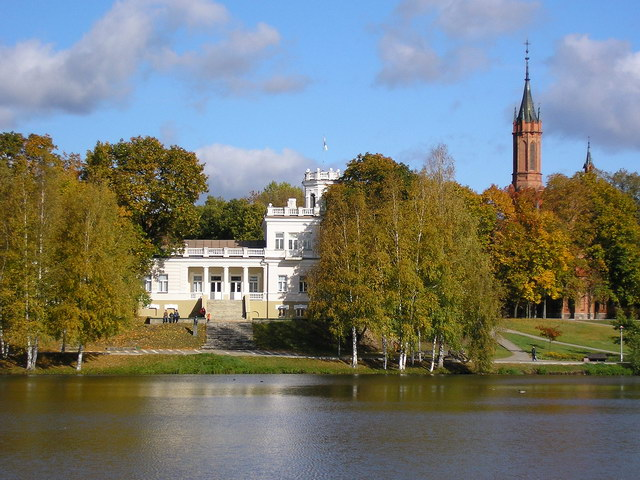
Druskininkai

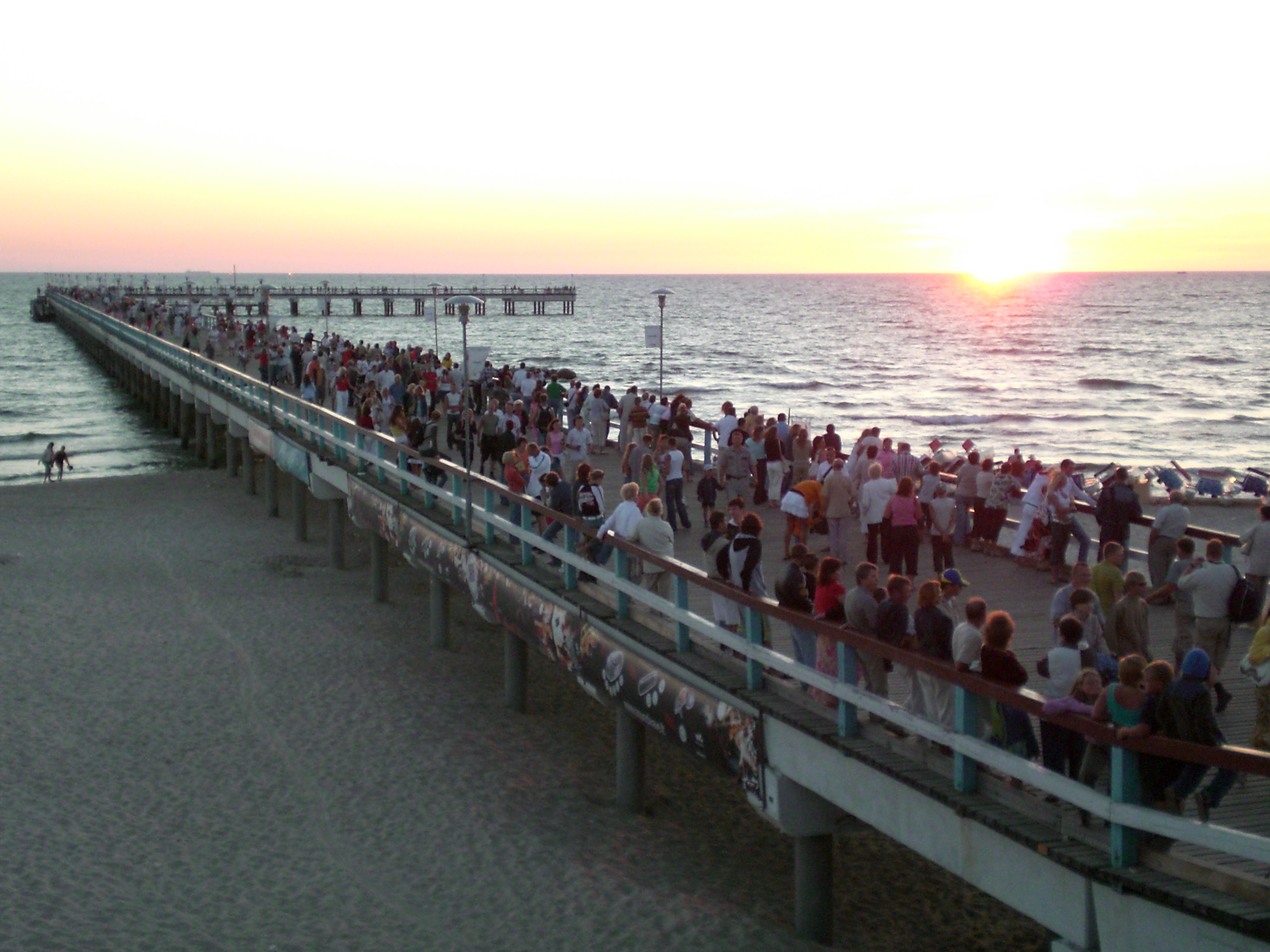
Palanga

| #   | CoA                                        | Thành phố           | Phát âm (audio help) | Dân số (2001) | Dân số (2008) | Thành thành phố | (hạt)             | (đô thị)                      |
| --- | ------------------------------------------ | ------------------- | -------------------- | ------------- | ------------- | --------------- | ----------------- | ----------------------------- |
| 1   |                                            | Vilnius             | Nghe • Thông tin     | 554.281       | 544.206       | 1387            | Vilnius (hạt)     | Vilnius city (đô thị)         |
| 2   |                                            | Kaunas              | Nghe • Thông tin     | 378.943       | 355.586       | 1408            | Kaunas (hạt)      | Kaunas city (đô thị)          |
| 3   |                                            | Klaipėda            | Nghe • Thông tin     | 192.954       | 184.657       | 1257            | Klaipėda (hạt)    | Klaipėda city (đô thị)        |
| 4   |                                            | Šiauliai            | Nghe • Thông tin     | 133.883       | 127.059       | 1589            | Šiauliai (hạt)    | Šiauliai city (đô thị)        |
| 5   |                                            | Panevėžys           | Nghe • Thông tin     | 119.749       | 113.653       | 1837            | Panevėžys (hạt)   | Panevėžys city (đô thị)       |
| 6   |                                            | Alytus              | Nghe • Thông tin     | 71.491        | 68.304        | 1581            | Alytus (hạt)      | Alytus city (đô thị)          |
| 7   |                                            | Marijampolė         | Nghe • Thông tin     | 48.675        | 47.010        | 1792            | Marijampolė (hạt) | Marijampolė (đô thị)          |
| 8   |                                            | Mažeikiai           | Nghe • Thông tin     | 42.675        | 40.572        | 1924            | Telšiai (hạt)     | Mažeikiai district (đô thị)   |
| 9   | Tập tin:Coat of arms of Jonava (Litva).svg | Jonava              | Nghe • Thông tin     | 34.954        | 34.446        | 1864            | Kaunas (hạt)      | Jonava district (đô thị)      |
| 10  |                                            | Utena               | Nghe • Thông tin     | 33.860        | 32.572        | 1599            | Utena (hạt)       | Utena district (đô thị)       |
| 11  |                                            | Kėdainiai           | Nghe • Thông tin     | 32.048        | 31.055        | 1590            | Kaunas (hạt)      | Kėdainiai district (đô thị)   |
| 12  |                                            | Telšiai             | Nghe • Thông tin     | 31.460        | 30.011        | 1791            | Telšiai (hạt)     | Telšiai district (đô thị)     |
| 13  |                                            | Visaginas           | Nghe • Thông tin     | 29.554        | 28.269        | 1977            | Utena (hạt)       | Visaginas city (đô thị)       |
| 14  |                                            | Tauragė             | Nghe • Thông tin     | 29.124        | 27.862        | 1924            | Tauragė (hạt)     | Tauragė district (đô thị)     |
| 15  |                                            | Ukmergė             | Nghe • Thông tin     | 28.759        | 27.603        | 1486            | Vilnius (hạt)     | Ukmergė district (đô thị)     |
| 16  |                                            | Plungė              | Nghe • Thông tin     | 23.436        | 23.187        | 1792            | Telšiai (hạt)     | Plungė district (đô thị)      |
| 17  |                                            | Šilutė              | Nghe • Thông tin     | 21.476        | 20.945        | 1941            | Klaipėda (hạt)    | Šilutė district (đô thị)      |
| 18  |                                            | Kretinga            | Nghe • Thông tin     | 21.423        | 21.452        | 1609            | Klaipėda (hạt)    | Kretinga district (đô thị)    |
| 19  |                                            | Radviliškis         | Nghe • Thông tin     | 20.339        | 19.625        | 1923            | Šiauliai (hạt)    | Radviliškis district (đô thị) |
| 20  |                                            | Druskininkai        | Nghe • Thông tin     | 18.233        | 16.263        | 1893            | Alytus (hạt)      | Druskininkai (đô thị)         |
| 21  |                                            | Palanga             | Nghe • Thông tin     | 17.623        | 17.620        | 1791            | Klaipėda (hạt)    | Palanga city (đô thị)         |
| 22  |                                            | Rokiškis            | Nghe • Thông tin     | 16.746        | 15.549        | 1920            | Panevėžys (hạt)   | Rokiškis district (đô thị)    |
| 23  |                                            | Biržai              | Nghe • Thông tin     | 15.262        | 14.565        | 1589            | Panevėžys (hạt)   | Biržai district (đô thị)      |
| 24  |                                            | Gargždai            | Nghe • Thông tin     | 15.212        | 16.087        | 1792            | Klaipėda (hạt)    | Klaipėda district (đô thị)    |
| 25  |                                            | Kuršėnai            | Nghe • Thông tin     | 14.197        | 13.670        | 1946            | Šiauliai (hạt)    | Šiauliai district (đô thị)    |
| 26  |                                            | Elektrėnai          | Nghe • Thông tin     | 14.050        | 13.818        | 1962            | Vilnius (hạt)     | Elektrėnai (đô thị)           |
| 27  |                                            | Jurbarkas           | Nghe • Thông tin     | 13.797        | 13.307        | 1611            | Tauragė (hạt)     | Jurbarkas district (đô thị)   |
| 28  |                                            | Garliava            | Nghe • Thông tin     | 13.322        | 13.500        | 1958            | Kaunas (hạt)      | Kaunas district (đô thị)      |
| 29  |                                            | Vilkaviškis         | Nghe • Thông tin     | 13.283        | 12.931        | 1660            | Marijampolė (hạt) | Vilkaviškis district (đô thị) |
| 30  |                                            | Raseiniai           | Nghe • Thông tin     | 12.541        | 12.245        | 1492–1506       | Kaunas (hạt)      | Raseiniai district (đô thị)   |
| 31  |                                            | Naujoji Akmenė      | Nghe • Thông tin     | 12.345        | 11.468        | 1792            | Šiauliai (hạt)    | Akmenė district (đô thị)      |
| 32  |                                            | Anykščiai           | Nghe • Thông tin     | 11.958        | 11.829        | 1516            | Utena (hạt)       | Anykščiai district (đô thị)   |
| 33  |                                            | Lentvaris           | Nghe • Thông tin     | 11.773        | 11.642        | 1946            | Vilnius (hạt)     | Trakai district (đô thị)      |
| 34  |                                            | Grigiškės           | Nghe • Thông tin     | 11.448        | 11.466        | 1958            | Vilnius (hạt)     | Vilnius city (đô thị)         |
| 35  |                                            | Prienai             | Nghe • Thông tin     | 11.353        | 10.984        | 1609            | Kaunas (hạt)      | Prienai district (đô thị)     |
| 36  |                                            | Joniškis            | Nghe • Thông tin     | 11.329        | 10.881        | 1616            | Šiauliai (hạt)    | Joniškis district (đô thị)    |
| 37  |                                            | Kelmė               | Nghe • Thông tin     | 10.900        | 10.302        | 1947            | Šiauliai (hạt)    | Kelmė district (đô thị)       |
| 38  |                                            | Varėna              | Nghe • Thông tin     | 10.845        | 10.296        | 1946            | Alytus (hạt)      | Varėna district (đô thị)      |
| 39  |                                            | Kaišiadorys         | Nghe • Thông tin     | 10.002        | 9.729         | 1946            | Kaunas (hạt)      | Kaišiadorys district (đô thị) |
| 40  |                                            | Pasvalys            | Nghe • Thông tin     | 8.709         | 8.296         | 1946            | Panevėžys (hạt)   | Pasvalys district (đô thị)    |
| 41  |                                            | Kupiškis            | Nghe • Thông tin     | 8.451         | 8.082         | 1791            | Panevėžys (hạt)   | Kupiškis district (đô thị)    |
| 42  |                                            | Zarasai             | Nghe • Thông tin     | 8.365         | 7.766         | 1843            | Utena (hạt)       | Zarasai district (đô thị)     |
| 43  |                                            | Skuodas             | Nghe • Thông tin     | 7.896         | 7.358         | 1572            | Klaipėda (hạt)    | Skuodas district (đô thị)     |
| 44  |                                            | Kazlų Rūda          | Nghe • Thông tin     | 7.401         | 7.162         | 1950            | Marijampolė (hạt) | Kazlų Rūda (đô thị)           |
| 45  |                                            | Širvintos           | Nghe • Thông tin     | 7.273         | 7.070         | 1950            | Vilnius (hạt)     | Širvintos district (đô thị)   |
| 46  |                                            | Molėtai             | Nghe • Thông tin     | 7.221         | 6.949         | 1956            | Utena (hạt)       | Molėtai district (đô thị)     |
| 47  |                                            | Švenčionėliai       | Nghe • Thông tin     | 6.923         | 6.346         | 1920            | Vilnius (hạt)     | Švenčionys district (đô thị)  |
| 48  |                                            | Šakiai              | Nghe • Thông tin     | 6.795         | 6.511         | 1776            | Marijampolė (hạt) | Šakiai district (đô thị)      |
| 49  |                                            | Šalčininkai         | Nghe • Thông tin     | 6.722         | 6.563         | 1956            | Vilnius (hạt)     | Šalčininkai district (đô thị) |
| 50  |                                            | Ignalina            | Nghe • Thông tin     | 6.591         | 6.119         | 1950            | Utena (hạt)       | Ignalina district (đô thị)    |
| 51  |                                            | Kybartai            | Nghe • Thông tin     | 6.556         | 6.209         | 1947            | Marijampolė (hạt) | Vilkaviškis district (đô thị) |
| 52  |                                            | Pabradė             | Nghe • Thông tin     | 6.525         | 6.236         | 1946            | Vilnius (hạt)     | Švenčionys district (đô thị)  |
| 53  |                                            | Šilalė              | Nghe • Thông tin     | 6.281         | 6.037         | 1950            | Tauragė (hạt)     | Šilalė district (đô thị)      |
| 54  |                                            | Pakruojis           | Nghe • Thông tin     | 6.057         | 5.750         | 1950            | Šiauliai (hạt)    | Pakruojis district (đô thị)   |
| 55  |                                            | Nemenčinė           | Nghe • Thông tin     | 5.892         | 5.876         | 1955            | Vilnius (hạt)     | Vilnius district (đô thị)     |
| 56  |                                            | Trakai              | Nghe • Thông tin     | 5.725         | 5.373         | 1409            | Vilnius (hạt)     | Trakai district (đô thị)      |
| 57  |                                            | Švenčionys          | Nghe • Thông tin     | 5.684         | 5.566         | 1800            | Vilnius (hạt)     | Švenčionys district           |
| 58  |                                            | Vievis              | Nghe • Thông tin     | 5.303         | 5.049         | 1950            | Vilnius (hạt)     | Elektrėnai (đô thị)           |
| 59  |                                            | Lazdijai            | Nghe • Thông tin     | 5.140         | 4.811         | 1957            | Alytus (hạt)      | Lazdijai district (đô thị)    |
| 60  |                                            | Kalvarija           | Nghe • Thông tin     | 5.090         | 5.013         | 1791            | Marijampolė (hạt) | Kalvarija (đô thị)            |
| 61  |                                            | Rietavas            | Nghe • Thông tin     | 3.979         | 3.843         | 1792            | Telšiai (hạt)     | Rietavas (đô thị)             |
| 62  |                                            | Žiežmariai          | Nghe • Thông tin     | 3.884         | 3.759         | 1792            | Kaunas (hạt)      | Kaišiadorys district (đô thị) |
| 63  |                                            | Eišiškės            | Nghe • Thông tin     | 3.765         | 3.610         | 1950            | Vilnius (hạt)     | Šalčininkai district (đô thị) |
| 64  |                                            | Ariogala            | Nghe • Thông tin     | 3.697         | 3.458         | 1792            | Kaunas (hạt)      | Raseiniai district (đô thị)   |
| 65  |                                            | Venta               | Nghe • Thông tin     | 3.412         | 2.959         | 1978            | Šiauliai (hạt)    | Akmenė district (đô thị)      |
| 66  |                                            | Šeduva              | Nghe • Thông tin     | 3.400         | 3.200         | 1654            | Šiauliai (hạt)    | Radviliškis district (đô thị) |
| 67  |                                            | Birštonas           | Nghe • Thông tin     | 3.225         | 3.172         | 1518?           | Kaunas (hạt)      | Birštonas (đô thị)            |
| 68  | Tập tin:Coat of arms of Akmenė (Litva).svg | Akmenė              | Nghe • Thông tin     | 3.140         | 2.690         | 1792            | Šiauliai (hạt)    | Akmenė district (đô thị)      |
| 69  |                                            | Tytuvėnai           | Nghe • Thông tin     | 2.851         | 2.690         | 1956            | Šiauliai (hạt)    | Kelmė district (đô thị)       |
| 70  |                                            | Rūdiškės            | Nghe • Thông tin     | 2.559         | 2.472         | 1958            | Vilnius (hạt)     | Trakai district (đô thị)      |
| 71  |                                            | Pagėgiai            | Nghe • Thông tin     | 2.393         | 2.236         | 1923            | Tauragė (hạt)     | Pagėgiai (đô thị)             |
| 72  |                                            | Neringa             | Nghe • Thông tin     | 2.386         | 3.371         | 1961            | Klaipėda (hạt)    | Neringa (đô thị)              |
| 73  |                                            | Vilkija             | Nghe • Thông tin     | 2.338         | 2.301         | 1792            | Kaunas (hạt)      | Kaunas district (đô thị)      |
| 74  |                                            | Žagarė              | Nghe • Thông tin     | 2.312         | 2.115         | 1924            | Šiauliai (hạt)    | Joniškis district (đô thị)    |
| 75  |                                            | Viekšniai           | Nghe • Thông tin     | 2.270         | 2.198         | 1791            | Telšiai (hạt)     | Mažeikiai district (đô thị)   |
| 76  |                                            | Skaudvilė           | Nghe • Thông tin     | 2.140         | 1.976         | 1950            | Tauragė (hạt)     | Tauragė district (đô thị)     |
| 77  |                                            | Ežerėlis            | Nghe • Thông tin     | 2.051         | 2.014         | 1956            | Kaunas (hạt)      | Kaunas district (đô thị)      |
| 78  |                                            | Gelgaudiškis        | Nghe • Thông tin     | 2.029         | 1.936         | 1958            | Marijampolė (hạt) | Šakiai district (đô thị)      |
| 79  |                                            | Kudirkos Naumiestis | Nghe • Thông tin     | 1.997         | 1.916         | 1643            | Marijampolė (hạt) | Šakiai district (đô thị)      |
| 80  |                                            | Simnas              | Nghe • Thông tin     | 1.980         | 1.844         | 1626            | Alytus (hạt)      | Alytus district (đô thị)      |
| 81  |                                            | Salantai            | Nghe • Thông tin     | 1.942         | 1.825         | 1746            | Klaipėda (hạt)    | Kretinga district (đô thị)    |
| 82  |                                            | Linkuva             | Nghe • Thông tin     | 1.797         | 1.735         | 1950            | Šiauliai (hạt)    | Pakruojis district (đô thị)   |
| 83  |                                            | Veisiejai           | Nghe • Thông tin     | 1.762         | 1.592         | 1956            | Alytus (hạt)      | Lazdijai district (đô thị)    |
| 84  |                                            | Ramygala            | Nghe • Thông tin     | 1.733         | 1.695         | 1957            | Panevėžys (hạt)   | Panevėžys district (đô thị)   |
| 85  |                                            | Priekulė            | Nghe • Thông tin     | 1.725         | 1.663         | 1948            | Klaipėda (hạt)    | Klaipėda district (đô thị)    |
| 86  |                                            | Joniškėlis          | Nghe • Thông tin     | 1.477         | 1.389         | 1736            | Panevėžys (hạt)   | Pasvalys district (đô thị)    |
| 87  |                                            | Jieznas             | Nghe • Thông tin     | 1.476         | 1.311         | 1956            | Kaunas (hạt)      | Prienai district (đô thị)     |
| 88  |                                            | Daugai              | Nghe • Thông tin     | 1.458         | 1.432         | 1792            | Alytus (hạt)      | Alytus district (đô thị)      |
| 89  |                                            | Obeliai             | Nghe • Thông tin     | 1.371         | 1.293         | 1956            | Panevėžys (hạt)   | Rokiškis district (đô thị)    |
| 90  |                                            | Varniai             | Nghe • Thông tin     | 1.355         | 1.258         | 1950            | Telšiai (hạt)     | Telšiai district (đô thị)     |
| 91  |                                            | Virbalis            | Nghe • Thông tin     | 1.351         | 1.250         | 1593            | Marijampolė (hạt) | Vilkaviškis district (đô thị) |
| 92  |                                            | Vabalninkas         | Nghe • Thông tin     | 1.328         | 1.155         | 1775            | Panevėžys (hạt)   | Biržai district (đô thị)      |
| 93  |                                            | Seda                | Nghe • Thông tin     | 1.309         | 1.189         | 1950            | Telšiai (hạt)     | Mažeikiai district (đô thị)   |
| 94  |                                            | Subačius            | Nghe • Thông tin     | 1.180         | 1.105         | 1958            | Panevėžys (hạt)   | Kupiškis district (đô thị)    |
| 95  |                                            | Baltoji Vokė        | Nghe • Thông tin     | 1.073         | 1.073         | 1958            | Vilnius (hạt)     | Šalčininkai district (đô thị) |
| 96  |                                            | Dūkštas             | Nghe • Thông tin     | 1.070         | 930           | 1956            | Utena (hạt)       | Ignalina district (đô thị)    |
| 97  |                                            | Pandėlys            | Nghe • Thông tin     | 1.024         | 941           | 1956            | Panevėžys (hạt)   | Rokiškis district (đô thị)    |
| 98  |                                            | Dusetos             | Nghe • Thông tin     | 914           | 831           | 1950            | Utena (hạt)       | Zarasai district (đô thị)     |
| 99  |                                            | Užventis            | Nghe • Thông tin     | 898           | 811           | 1746            | Šiauliai (hạt)    | Kelmė district (đô thị)       |
| 100 |                                            | Kavarskas           | Nghe • Thông tin     | 809           | 692           | 1956            | Utena (hạt)       | Anykščiai district (đô thị)   |
| 101 |                                            | Smalininkai         | Nghe • Thông tin     | 653           | 600           | 1945            | Tauragė (hạt)     | Jurbarkas district (đô thị)   |
| 102 |                                            | Troškūnai           | Nghe • Thông tin     | 525           | 504           | 1956            | Utena (hạt)       | Anykščiai district (đô thị)   |
| 103 |                                            | Panemunė            | Nghe • Thông tin     | 329           | 318           | 1837            | Tauragė (hạt)     | Pagėgiai (đô thị)             |

## Bản đồ
Bản đồ với các thành phố có đốm đỏ. Thành phố lớn hơn có chữ to hơn. Muốn xem bản đồ lớn hơn xin nhấp chuột vào bản đồ.